# L'esdeveniment (pel·lícula de 2021)
L'esdeveniment (originalment en francès, L'Événement) és una pel·lícula de thriller dramàtic francesa del 2021 dirigida per Audrey Diwan a partir d'un guió de la mateixa Diwan i de Marcia Romano, basada en la novel·la homònima del 2000 d'Annie Ernaux. La pel·lícula és protagonitzada per Anamaria Vartolomei i Luàna Bajrami. S'ha doblat i subtitulat al català.
Va ser seleccionada per a l'estrena mundial en competició al 78è Festival Internacional de Cinema de Venècia el 6 de setembre de 2021, on la pel·lícula va guanyar el Lleó d'Or i va rebre el reconeixement general de la crítica.

## Sinopsi
L'any 1963, a França, l'Anne, una jove i talentosa estudiant, queda embarassada i veu com se li escapa l'oportunitat d'acabar els estudis. A mesura que s'acosten els exàmens finals i la seva vida social comença a esvair-se, l'embaràs de l'Anne avança, cosa que l'obliga a enfrontar-se a la vergonya i el dolor d'un avortament, fins i tot si s'ha d'arriscar a la presó per fer-ho.

## Repartiment
- Anamaria Vartolomei com a Anne
- Kacey Mottet Klein com a Jean
- Sandrine Bonnaire com a Gabrielle Duchesne
- Louise Orry-Diquero com a Brigitte
- Louise Chevillotte com a Olivia
- Pio Marmaï com a professor Bornec
- Anna Mouglalis com a Mme Rivière
- Fabrizio Rongione com el Dr. Ravinsky
- Luàna Bajrami com a Hélène
- Leonor Oberson com a Claire
- Julien Frison com a Maxime
- Alice de Lencquesaing com a Laëtitia